# Prosper Donderer

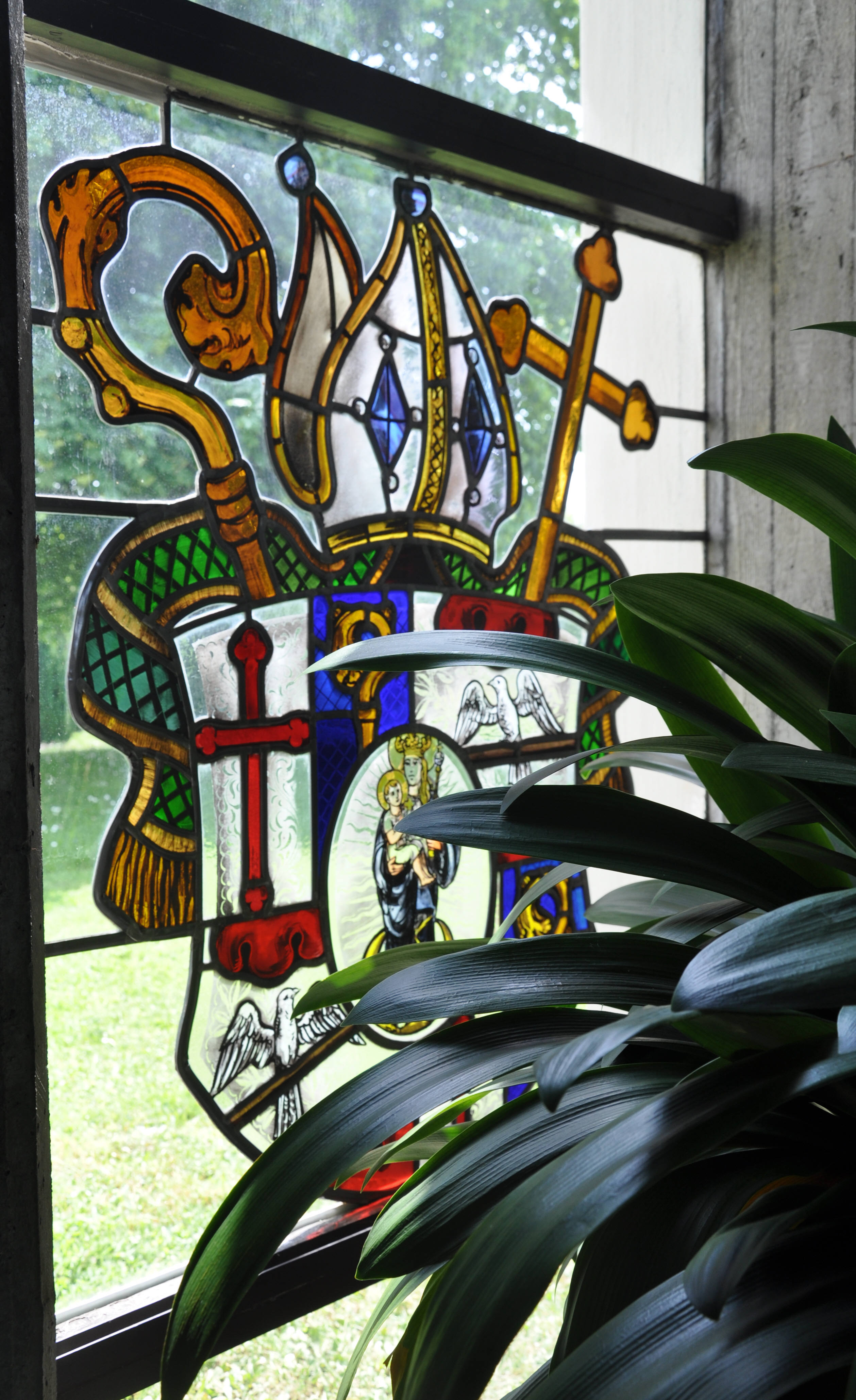
Abtswappen von Prosper Doderer (Fenster; Kirche St. Verena Kehlen)

Prosper Donderer CanReg (* 5. Mai 1715 in Wald-Michelbach; † 26. Juni 1779 in Kreuzlingen) war Abt des Augustiner-Chorherrenstifts  Kreuzlingen von 1760 bis 1779.
Prosper Donderer studierte Katholische Theologie an der Universität Dillingen und der Universität Augsburg. 1731 trat er der Ordensgemeinschaft der Augustiner-Chorherren im Augustiner-Chorherrenstift Kreuzlingen bei; legte 1732 seine Profess ab und empfing 1738 die Priesterweihe. 
Er war Statthalter der Oberen Propstei Riedern am Wald und wurde 1760 als Nachfolger von Johann Baptist Dannegger zum Abt des Klosters Kreuzlingen gewählt. Neben Aufgaben im klösterlichen Leben und der Bildung war er in die Seelsorge von neun benachbarten Pfarreien eingebunden. Er engagierte sich für den Ausbau der Bibliothek und der Stiftsschule sowie zahlreiche bauliche Maßnahmen des Klosters. Er gestaltete Kirche und Kloster im Rokokostil um.

## Nachweise
1. ↑  Anton Hopp: Kreuzlingen (Stift). In: Historisches Lexikon der Schweiz.  19. September 2017, abgerufen am 1. Juli 2019.

| Personendaten    | Personendaten                        |
| ---------------- | ------------------------------------ |
| NAME             | Donderer, Prosper                    |
| KURZBESCHREIBUNG | Abt des Chorherrenstifts Kreuzlingen |
| GEBURTSDATUM     | 5. Mai 1715                          |
| GEBURTSORT       | Wald-Michelbach, Hessen              |
| STERBEDATUM      | 26. Juni 1779                        |
| STERBEORT        | Kreuzlingen                          |